# Wang Zhiyu
Wang Zhiyu (en chino: 王智宇; Harbin, 24 de agosto de 1996) es un deportista chino que compite en curling.
Ganó una medalla de oro en el Campeonato Pan Continental de Curling Masculino de 2024. Participó en los Juegos Olímpicos de Pekín 2022, ocupando el quinto lugar en el equipo masculino.

## Palmarés internacional
| Campeonato Pan Continental | Campeonato Pan Continental | Campeonato Pan Continental | Campeonato Pan Continental |
| Año                        | Lugar                      | Medalla                    | Prueba                     |
| -------------------------- | -------------------------- | -------------------------- | -------------------------- |
| 2024                       | Lacombe (Canadá)           | Medalla de oro             | Equipo                     |